# Avrieux
Avrieux è un comune francese di 423 abitanti situato nel dipartimento della Savoia della regione dell'Alvernia-Rodano-Alpi.
Si trova nella Moriana, che è una valle del fiume Arc.

## Società

### Evoluzione demografica
Abitanti censiti

## Amministrazione

### Gemellaggi
Avrieux dal 2009 è gemellato con:
- Piedicavallo